# بيلي باس نيلسون
بيلي باس نيلسون (بالإنجليزية: Billy Bass Nelson)‏ هو عازف قيثارة أمريكي، ولد في 28 يناير 1951 في بلينفيلد في الولايات المتحدة.

## وصلات خارجية
- بيلي باس نيلسون على موقع ميوزك برينز (الإنجليزية)
- بيلي باس نيلسون على موقع ديسكوغز (الإنجليزية)